# Devilfish (U-Boot)
Die USS Devilfish (SS/AGSS-292) war ein U-Boot der Balao-Klasse. Es wurde von der US Navy während des Zweiten Weltkriegs zunächst als Ausbildungsboot in der Karibik, ab Ende 1944 von der Pazifikflotte in Operationen gegen Japan eingesetzt. Während des Kalten Krieges wurde das U-Boot, zuletzt als Hilfs-U-Boot (AGSS) klassifiziert, bis 1. März 1967 in Reserve gehalten. Seine letzte Funktion war die eines Zielschiffs für die USS Wahoo (SS-565) am 14. August 1968.

## Technik und Bewaffnung
Die Devilfish war ein diesel-elektrisches Patrouillen-U-Boot der Balao-Klasse. Die Balao-Klasse wurde gegenüber der Gato-Klasse nur geringfügig verbessert und war wie jene für lange offensive Patrouillenfahrten im Pazifik ausgelegt. Insbesondere die Tauchtiefe wurde, basierend auf den Erfahrungen während des Krieges gegen Japan, vergrößert und der Innenraum verbessert. Äußerlich und in ihren Dimensionen glichen sich die Boote beider Klassen weitgehend.

### Technik
Die Devilfish war 95 Meter lang und 8,3 Meter breit, der Tiefgang betrug maximal 5,1 Meter. Aufgetaucht verdrängte sie 1526 ts, getaucht 2424 ts. Der Antrieb erfolgte durch vier 9-Zylinder-Diesel-Gegenkolbenmotoren von Fairbanks-Morse, Model 38D8-1⁄8, die jeweils 1000 kW Leistung hatten. Unter Wasser wurde das U-Boot durch vier Elektromotoren mit insgesamt 2740 PS angetrieben, die ihre Energie aus zwei 126-zelligen Akkumulatoren bezogen. Die Motoren gaben ihre Leistung über ein Getriebe an zwei Wellen mit je einer Schraube ab. Die Geschwindigkeit betrug aufgetaucht maximal 20,25 Knoten, getaucht schaffte die Devilfish noch 8,75 Knoten. Die mögliche Tauchzeit betrug 48 Stunden, die maximale Konstruktionstauchtiefe lag bei 120 Metern. In den Treibstofftanks konnten 440 Kubikmeter Dieselkraftstoff gebunkert werden, damit hatte das Boot einen Fahrbereich von 11.000 Seemeilen bei 10 Knoten.

### Bewaffnung
Die Hauptbewaffnung bestand aus zehn 533-mm-Torpedorohren, sechs im Bug, vier achtern, für die sich 24 Torpedos an Bord befanden. Vor dem Turm war ein 4-Zoll-Deckgeschütz angebracht. Auf dem Wintergarten waren zwei 12,7-mm-Maschinengewehre und eine 40-mm-FlaK untergebracht. Zur Ortung feindlicher Schiffe verfügte die USS Devilfish über ein JK/QC- und ein QB-Sonar unter dem Bug, an Deck waren JP-Hydrophone installiert. Am ausfahrbaren Elektronikmast war ein SD-Radar mit 20 Seemeilen Aufklärungsreichweite zur Ortung feindlicher Flugzeuge angebracht, zusätzlich verfügten das U-Boot über ein SJ-Oberflächensuchradar mit etwa zwölf Seemeilen Reichweite. Im getauchten Zustand konnte über das am Periskop angebrachte ST-Radar mit acht Seemeilen Reichweite ebenfalls eine Ortung feindlicher Schiffe erfolgen.

## Geschichte
Die Devilfish wurde am 31. März 1942 bei der William Cramp & Sons Shipbuilding Company in Philadelphia auf Kiel gelegt. Am 30. Mai 1943 lief sie vom Stapel und wurde von Mrs. F. W. Fenno, Jr., der Gattin eines Trägers des Navy Cross, getauft. Wie alle Schwesterschiffe, erhielt das U-Boot SS-292 den Namen eines Fisches. Die Bezeichnung Devilfish bezieht sich dabei auf den Teufelsrochen. Die Indienststellung des U-Bootes erfolgte am 1. September 1944 unter dem Kommando von Commander E. C. Stephen.

### Zweiter Weltkrieg
Während des Zweiten Weltkrieges kam die Devilfish auf nur vier Feindfahrten, von denen lediglich eine als erfolgreich gewertet wurde.
- 1. Feindfahrt: Nach der Indienststellung absolvierte das U-Boot zunächst das übliche Trainingsprogramm. Zwischen 18. Oktober 1943 und 2. November 1944 wurde das U-Boot von Key West aus eingesetzt, wobei es dort fast ausschließlich zu Trainingszwecken, insbesondere Sonar-Ausbildung, eingesetzt wurde. Erst danach erhielt es den Marschbefehl in Richtung Pearl Harbor. Am 2. Dezember 1944 kam die Devilfish dort an und brach am 31. Dezember 1944 zur ersten Feindfahrt auf. Nach einem Zwischenstopp auf Saipan zum Auffüllen der Vorräte, lief sie ins befohlene Operationsgebiet zwischen Kii-Kanal und Bungo-Kanal unmittelbar vor der japanischen Insel Shikoku. Hauptaufgabe war die Rettung abgestürzter US-amerikanischer Flugzeugbesatzungen. Der Einsatz endete am 13. Februar in Guam.
- 2. Feindfahrt: Vor dem Auslaufen zur nächsten Mission wechselte das Kommando über das Boot. Neuer Kommandant wurde Lieutenant Commander Stephen Stafford Mann, Jr., der bis Kriegsende das Boot befehligte.[6] Am 16. März stach Devilfish erneut in See. Ziel sollte zunächst Okinawa sein. Auf dem Anmarsch wurde die Devilfish am 20. März bei einem japanischen Luftangriff gegen amerikanische Seestreitkräfte nahe der Inselgruppe Kazan-rettō (Hauptinsel ist Iwo Jima) beim Abtauchen von einem Kamikaze-Flugzeug getroffen und ernsthaft beschädigt. Aufgrund der Beschädigung musste das U-Boot den Einsatz abbrechen und beendete die erfolglose Feindfahrt am 4. April im Hafen von Pearl Harbor, wo in der Folge die Reparatur der Schäden vom 20. März vorgenommen wurde.
- 3. Feindfahrt: Zu seinem dritten Kampfeinsatz brach das Boot am 20. Mai 1945 auf. Der Einsatz führte das Boot in die Gewässer der japanischen Hauptinseln. Am 16. Juni versuchte die Devilfish einen Angriff auf ein japanisches U-Boot, das ein Mini-U-Boot an Deck mit sich führte. Der Angriff blieb erfolglos. Auch ein Angriff am 26. Juni auf ein japanisches Geleitschiff blieb erfolglos. Auch auf dieser Feindfahrt fungierte die Devilfish als Rettungsschiff für Flugzeugbesatzungen. Mehrfach traf sie mit anderen U-Booten zusammen und übernahm von diesen Kranke, Verletzte sowie gerettete Flugzeugbesatzungen. Die Fahrt endete am 7. Juli in Guam. Erneut blieb die Devilfish ohne Versenkung.
- 4. Feindfahrt: Die vierte und letzte Mission führte die Devilfish erneut in die Gewässer rund um die japanischen Hauptinseln. Am 10. August beschoss Devilfish die südlich der japanischen Hauptinsel gelegene Insel Torishima. Zu weiteren Kampfhandlungen kam es wegen der Kapitulation Japans aber nicht mehr.[7][8]

Ihre Einsätze brachten der Devilfish drei Battle Stars ein. Versenkungen konnte sie keine erzielen.

### Kalter Krieg
Wie viele weitere U-Boote wurde die Devilfish nach dem Zweiten Weltkrieg der Reserveflotte übergeben und lag eingemottet auf der Mare Island Naval Shipyard, Californien, neben weiteren U-Booten aus dem Zweiten Weltkrieg.

## Verbleib

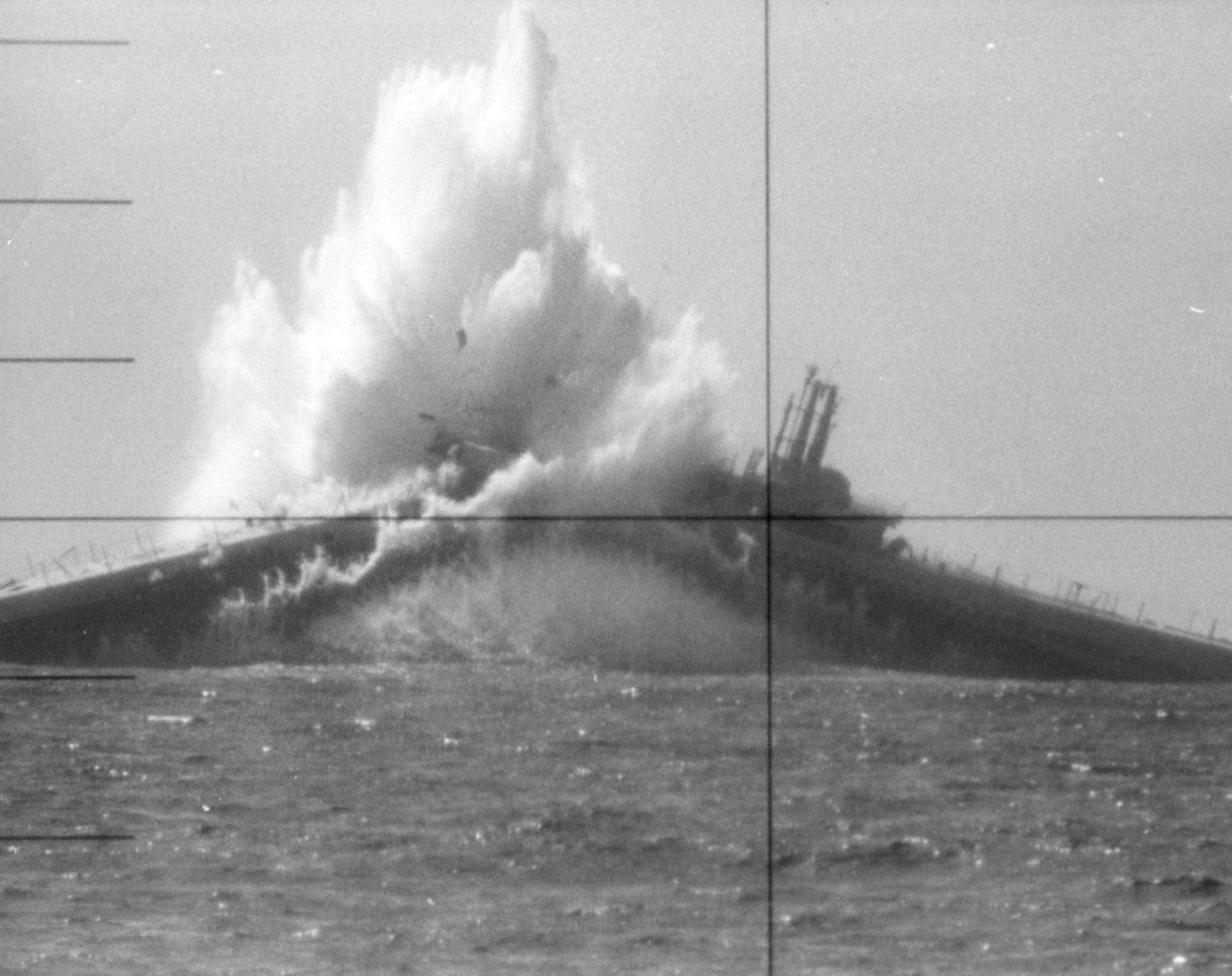
Devilfish wird als Zielschiff von einem Torpedo getroffen (1968).

Am 1. März 1967 wurde die Devilfish aus dem Flottenregister gestrichen. Sie wurde anschließend als Zielschiff hergerichtet und am 14. August 1968 vom amerikanischen U-Boot Wahoo während einer Übung durch einen Mark 16 Torpedo vor der Küste Kaliforniens versenkt. Dort liegt das Wrack in ca. 3700 Metern Tiefe.